# La porta magica (programma televisivo 2024)
La porta magica è un programma televisivo italiano di genere factual e rotocalco, in onda dal Centro di produzione Rai di Torino, su Rai 2 dal 21 ottobre 2024 con la conduzione di Andrea Delogu.

## Il programma
Il programma, realizzato dalla direzione intrattenimento day-time della Rai con Castadiva, propone le storie di persone comuni che hanno il desiderio di voler cambiare la propria vita. Il tutto grazie ad un team di coach-opinionisti (esperti di diversi posti di lavoro), pronti a rendere possibili cambiamenti di diversi tipi (cucina, look, dottore, graphic designer). I protagonisti, uno per ogni puntata, attraversano la cosiddetta "porta magica" per mostrare a se stessi e ai loro cari il proprio cambiamento.
Le storie, a seconda dei casi e dell'importanza della trasformazione richiesta, sono raccontate nell'arco di una puntata, con la conclusione e lo svelamento del cambiamento in studio. Diversamente sono seguite nel corso di più puntate, con aggiornamenti periodici e uno svelamento finale in studio. 

## Edizioni
| Edizione | Anno      | Conduzione    | Periodo         | Periodo       | Puntate | Regia         | Studio                                                       |
| Edizione | Anno      | Conduzione    | Inizio          | Fine          | Puntate | Regia         | Studio                                                       |
| -------- | --------- | ------------- | --------------- | ------------- | ------- | ------------- | ------------------------------------------------------------ |
| 1ª       | 2024-2025 | Andrea Delogu | 21 ottobre 2024 | 8 maggio 2025 | 131     | Davide Vavalà | Studio TV1 del Centro di produzione Rai Piero Angela, Torino |

## Programmazione
| Edizione | Rete televisiva | Anno      | Stagione          | Orario      | Durata | Programmazione | Programmazione | Programmazione | Programmazione | Programmazione | Programmazione | Programmazione | Collocazione |
| Edizione | Rete televisiva | Anno      | Stagione          | Orario      | Durata | L              | M              | M              | G              | V              | S              | D              | Collocazione |
| -------- | --------------- | --------- | ----------------- | ----------- | ------ | -------------- | -------------- | -------------- | -------------- | -------------- | -------------- | -------------- | ------------ |
| 1ª       | Rai 2           | 2024-2025 | autunno-primavera | 17:00-18:00 | 60 min |                |                |                |                |                |                |                | Day-time     |